# Амиров, Алан
Алан Амиров (латыш. Alans Amirovs; 3 мая 1996, Даугавпилс, Латвия) — латвийский борец вольного стиля, призёр чемпионата Европы.

## Биография
Является воспитанником даугавпилской школы борьбы. В январе 2016 года в третий раз стал чемпионом Латвии. В 2020 году на индивидуальном кубке мира в Белграде занял 9 место. На чемпионате Европы 2021 года в Варшаве стал бронзовым призёром.

## Спортивные результаты
- Чемпионат Европы по борьбе 2021 —

## Личная жизнь
По происхождению является выходцем из Дагестана, уроженцем села Великент Дербентского района.